# Квінт Сервілій Пріск Структ (начальник кінноти)
Квінт Серві́лій Пріск Структ (лат. Quintus Servilius Priscus Structus; VI—V століття до н. е.) — політичний і військовий діяч часів ранньої Римської республіки, начальник кінноти 494 року до н. е.

## Біографія
Походив з патриціанського роду Сервіліїв, його гілки Прісків. Про батьків, дитячі й молоді роки його відомостей немає.
494 року до н. е. призначений диктатором Маній Валерій Волуз Максим узяв його до себе заступником — начальником кінноти. Вони вели військові дії проти сабінян. Разом з тим брав участь у якихось перемовинах з римськими плебеями.
Про подальшу долю Квінта Сервілія Пріска Структа згадок немає. 

## Родина
- Квінт Сервілій Пріск Структ, консул 468 і 466 років до н. е.